# Issia
Issia è una città della Costa d'Avorio situata nel distretto di Sassandra-Marahoué.
| Controllo di autorità | VIAF (EN) 146709396 · J9U (EN, HE) 987007567412405171 |